# Jindřichovice (zámek)
Jindřichovice jsou zámek na severovýchodním okraji stejnojmenné obce v okrese Sokolov. Postaven byl v roce 1672 na místě starší tvrze a dochovaná podoba je výsledkem novogotických úprav ve druhé polovině devatenáctého století. Zámek je chráněn jako kulturní památka ČR.

## Historie

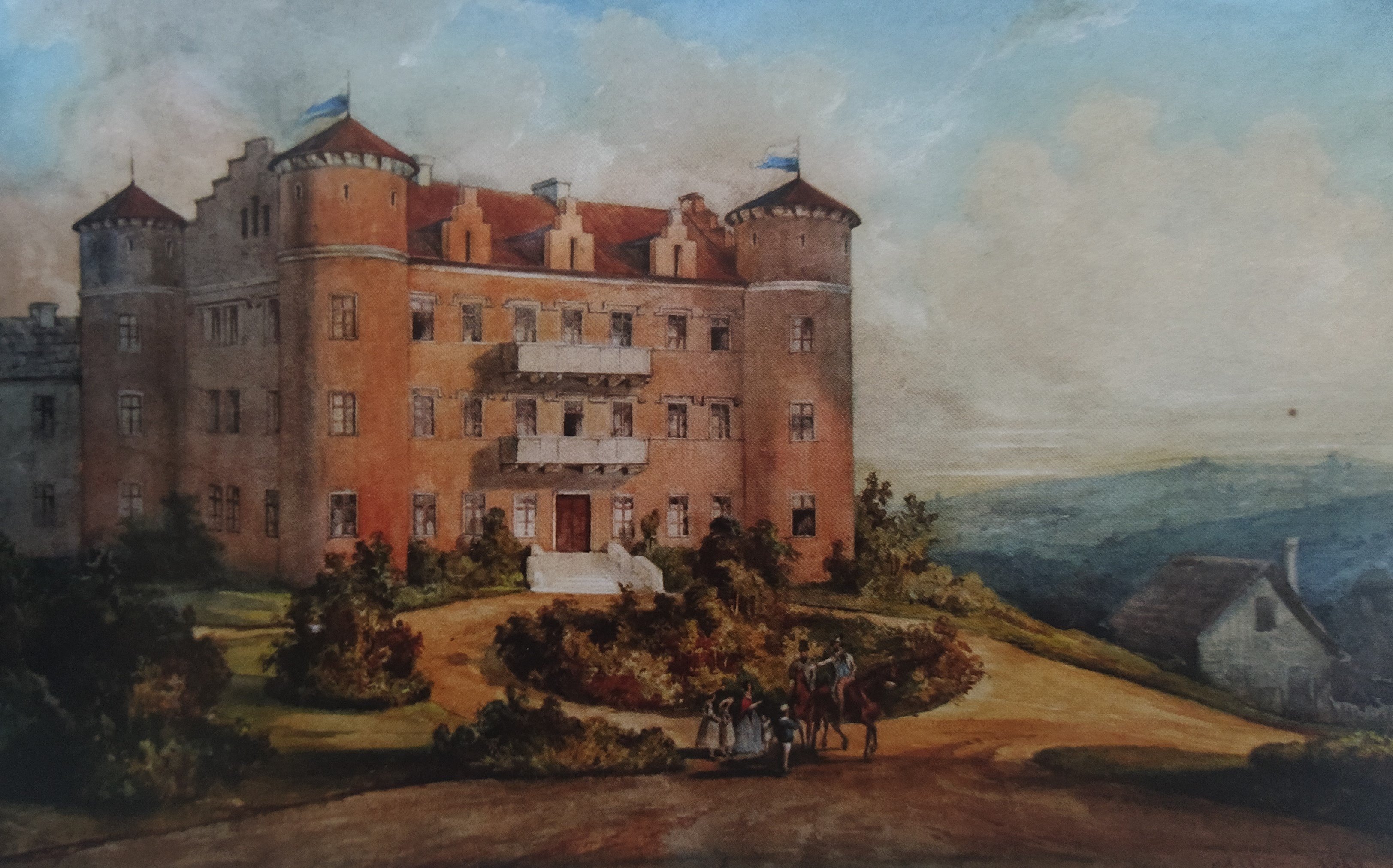
Podoba jindřichovického zámku na akvarelu z poloviny 19. století (sbírky zámku Kynžvart)

Jindřichovice se připomínají poprvé v roce 1273 v listině tepelského kláštera, později se dostaly do majetku Šliků, kteří v širokém pásmu Krušných hor a Podkrušnohoří ovládali velkou část západních Čech. Samostatným statkem se Jindřichovice staly počátkem 16. století při dělení majetku Mikuláše III. Šlika. Jeden z jeho synů Viktorin nechal kolem roku 1522 v Jindřichovicích postavit renesanční tvrz, která se stala sídlem nové linie Šliků označované jako jindřichovická. Viktorin také Jindřichovicím udělil městská privilegia (1537). Později se většina příslušníků rodu Šliků zapojila do stavovského povstání proti Habsburkům. Tehdejší majitel Jindřichovic Jáchym Šlik byl v procesu pobělohorských konfiskací odsouzen k manství, cestou milosti mu ale zadlužené panství nakonec bylo ponecháno v dědičném vlastnictví. Podmínkou bylo předkupní právo pro českého místokancléře Ottu z Nostic (†1630), který byl již majitelem sousedního panství Falknov (dnes Sokolov) získaného taktéž ze šlikovských konfiskací.

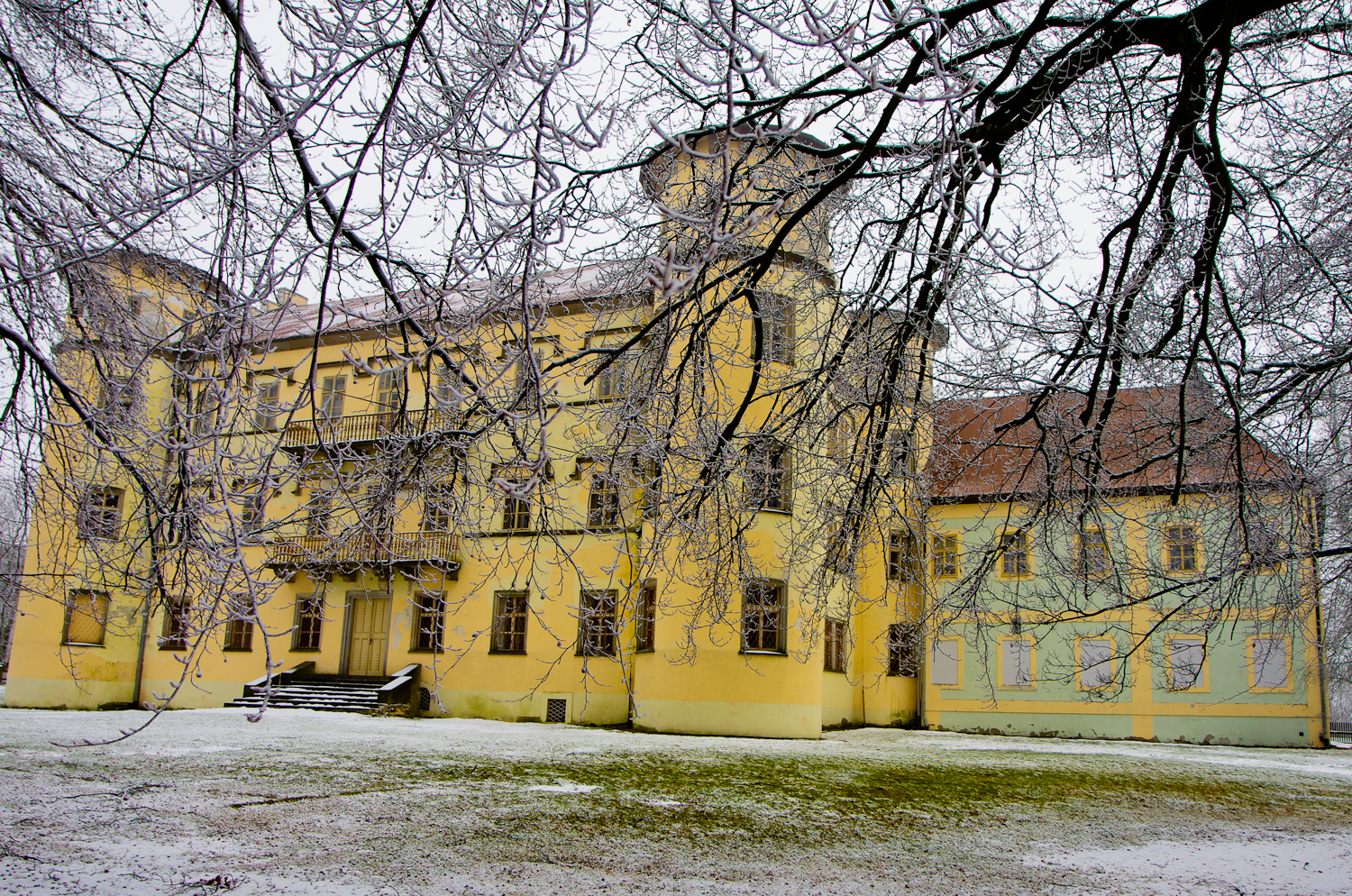
Pohled na hlavní budovu zámku od severozápadu

Ottu z Nostic následoval jako dědic jeho synovec hrabě Jan Hartvík z Nostic (1610–1683), který byl dlouholetým nejvyšším kancléřem Českého království. I když vlastnil značný majetek v různých částech Čech, svým statkům v Krušnohoří věnoval pozornost. V Jindřichovicích nechal postavit kostel sv. Martina (1658) a později přistoupil i k přestavbě zámku (1672). Většina literatury uvádí, že se jednalo o novostavbu na základech bývalé tvrze, novější bádání to ale zpochybňují s argumentem, že Jan Hartvík patřil k nejvyšší společnosti v Čechách a na svých jiných sídlech angažoval progresívní architekty doby baroka. Je tedy málo pravděpodobné, že by nechal postavit zámek v podobě již dávno odeznělého slohu saské renesance, kterou tehdy zámek měl. Jednalo se tedy spíše jen o barokní úpravy stávající budovy. Jindřichovické sídlo se jako zámek ostatně uvádí již v konfiskačním protokolu z roku 1623 nebo v pramenech připomínajících vpád polských kozáků do městečka během třicetileté války (1636). Jan Hartvík z Nostic rozšířil majetek v regionu přikoupením sousedních Kraslic (1667). Jindřichovice, Kraslice a Sokolov se staly součásti nostického rodového fideikomisu. Po Janu Hartvíkovi následovali v dědické posloupnosti Antonín Jan (1652–1736), František Václav (1697–1765), František Antonín (1725–1794) a Bedřich (1762–1819). Pokud se Nosticové zdržovali v západních Čechách, pobývali právě v Jindřichovicích, protože zámek ve Falknově byl dlouhodobě zanedbáván a opraven až počátkem 19. století za Bedřicha Nostice. Oblibu Jindřichovic ostatně dokládá výstavba nedalekého loveckého zámečku Favorit v polovině 18. století. Pravděpodobně z této doby pocházela také nástropní freska s vyobrazením přístavu v Benátkách v hlavním sále jindřichovického zámku.
Do současné podoby byl jindřichovický zámek přestavěn v první polovině 19. století za Ervína Nostice (1806–1872), který vlastnil panství od roku 1819. Přizval stavitele Franze Fillause a pod jeho vedením byly již v roce 1824 zahájeny stavební úpravy. Zásadní přestavba v novogotickém stylu pak proběhla v letech 1836–1840. K zámku přiléhal menší park, tomu však Nosticové nikdy nevěnovali větší pozornost, protože na něj navazovala rozsáhlá obora s pravidelnou úpravou včetně alejí. V oboře byl již v 18. století postaven zmíněný lovecký zámeček Favorit (zcela přebudován v letech 1904–1906). I když měli Nosticové k dispozici několik dalších sídel (často pobývali například na zámku Měšice u Prahy), do Jindřichovic a na Favorit často zajížděli. Tomu také odpovídají starší popisy zámku v německé literatuře, které zmiňují cenný mobiliář a hodnotnou výtvarnou sbírku zahrnující téměř 200 obrazů. Koncem 19. století měl jindřichovický velkostatek s připojenými Kraslicemi rozlohu přes 8.500 hektarů půdy.

## Zámek po roce 1945

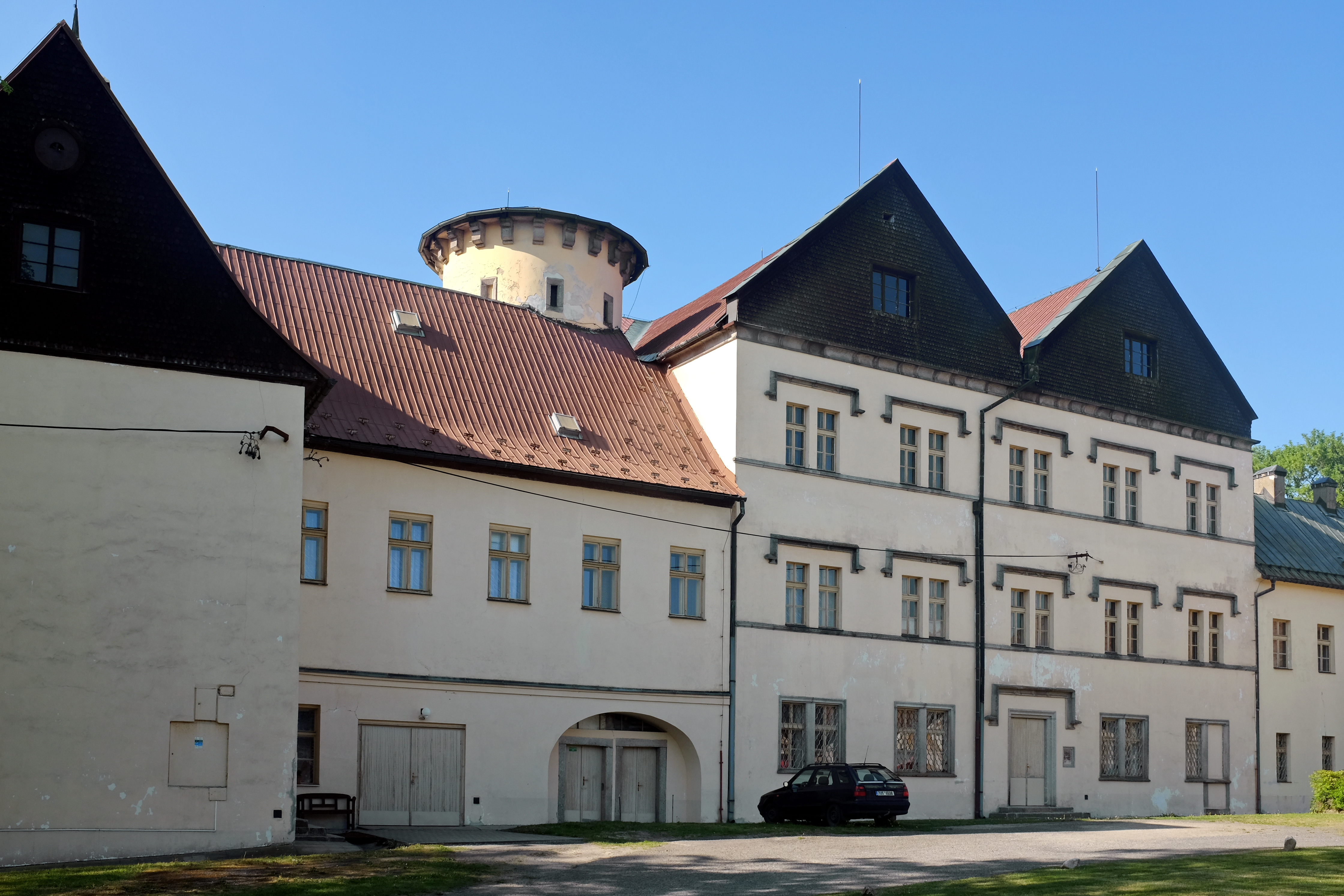
Nádvoří zámku

Posledním soukromým majitelem zámku byl Bedřich Nostic (1893–1972), který zde trvale žil se svou manželkou Žofií z Hohenbergu (1901–1990), dcerou zavražděného následníka trůnu arcivévody Františka Ferdinanda. Rodina se hlásila k německé národnosti a oba starší synové narukovali za druhé světové války do wehrmachtu. Starší Ervín (1921–1949) zemřel v sovětském zajetí, mladší František (1923–1945) padl na východní frontě. Když v roce 1945 dorazila do Jindřichovic sovětská armáda, dostali manželé Nosticovi (spolu s nejmladším synem Aloisem, 1925–2003) dvě hodiny na vystěhování ze zámku. V roce 1946 byli odsunuti a usadili se na štýrském zámku Geyeregg, který Žofie Hohenbergová zdědila po otci. 
Po roce 1945 zůstal zámek nějakou dobu bez využití a přes nepřehledné majetkové poměry a dílčí ztráty se podařilo zachránit většinu uměleckých sbírek. Hodnotné obrazy byly převezeny převážně do Národní galerie v Praze, část byla zařazena do svozu na zámek Kynžvart. Dvě rozměrná plátna  ze 17. století (Měděný důl a Mědená huť) zobrazující dějiny hornictví na Kraslicku převzalo Národní technické muzeum v Praze (oba obrazy pocházejí pravděpodobně ještě z doby vlastnictví Šliků). Barokní oltář ze zámecké kaple byl přemístěn do kostela sv. Martina. 
Zámek po roce 1945 využíval zčásti státní statek, v padesátých letech zde byla dočasně kasárna. Sloužil také jako ubytovna řeckých dětí přesídlených do Československa v důsledku občanské války v Řecku. Později zde byli ubytováni zahraniční dělníci z nedaleké Rotavy, v části zámku byly také sklady. Až později našly prostory zámku vhodnější využití a od 1. října 1967 je zde umístěn Státní okresní archiv Sokolov.

## Stavební podoba
Dvoupatrová zámecká budova má obdélný půdorys s okrouhlými věžemi v rozích. Fasádu zdobí novogotické prvky jako jsou římsy nebo čtvercová profilovaná ostění oken. Východní a západní průčelí zakončují novogotické ústupkové štíty. Na severní straně s hlavním vstupem jsou v obou patrech dlouhé balkóny. Z barokních prvků se dochovaly pouze zbytky arkád obrácených do dvora. Z nejstarší renesanční tvrze pochází reliéf v načervenalém mramoru zasazený do zdi vpravo od vchodu z nádvoří. Na hlavní budovu navazují dvě mladší jednopatrová postranní křídla. Východní a jižní stranu dvora obklopují přízemní hospodářská křídla. Na severní straně zámku se nachází udržovaný park. Zámek byl opraven v roce 1987, další úpravy proběhly v devadesátých letech 20. století, kdy byla původní bílá fasáda na hlavní zámecké budově nahrazena okrovým nátěrem.